# Мухрани

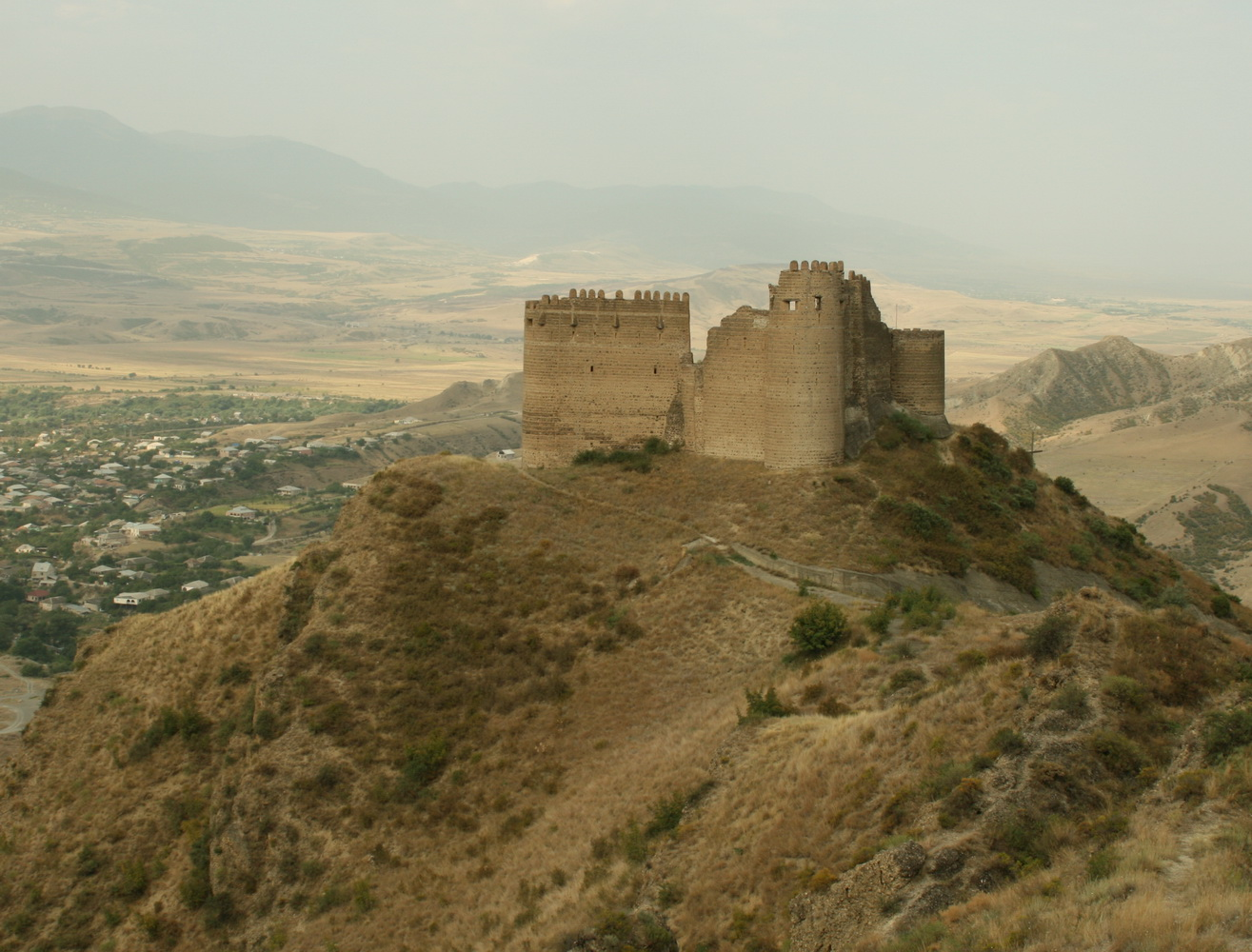
Мтверская крепость в Мухрани

Мухра́ни (груз. მუხრანი — «дубрава» от მუხა — дуб) — область в Грузии, ограниченная реками Курой, Ксани и Арагви (Муниципалитет Мцхета). Часть исторической территории Картли. Равнинная территория, известная виноградниками.
Мухрани стало самостоятельным княжеством (называлость Самухранбатоно) в 1513 году, во время конфликта между Картли и Кахетией. Кахетинский царь Георгий II (прозванный Ав-Гиорги, то есть Злой Гиорги) неоднократно совершал вторжения из-за Арагви, и Баграт, брат царя Давида X, «выпросил себе в удел Мухрани и ущелья Арагви и Ксани с мохэве и мтиулами под свою власть» (летопись Картлис цховреба). В том же году Баграт построил в Мухрани Мтверскую крепость, которая выдержала осаду кахетинской армии. Во время следующего набега Ав-Гиорги был захвачен в плен, где и умер.
Баграту наследовал его сын Вахтанг, Вахтангу — Теймураз, который погиб в Марабдинской битве 1624 года. Сын Теймураза, Вахтанг, стал царем Грузии, после смерти царя Ростома.
В 1733 году Константин Мухранбатони построил Мухранскую крепость у села Шиосубани, которое со временем превратилось в село Мухрани.
После включения Грузинского царства в состав России княжество Мухранское вошло в империю на правах автономии. В 1840-х годах самостоятельность Мухрани была окончательно ликвидирована.
Князья Багратионы-Мухранские, претендующие на царское достоинство, после российской революции 1917 года эмигрировали в Испанию.

## Сёла Мухранской долины
- Агаяни
- Вазиани
- Вардисубани
- Дзалиси
- Мухрани
- Натахтари
- Патара-Канда
- Церовани
- Цилкани
- Чардахи
- Эреда